# Euplesiosauria
Clade
Les Euplesiosauria sont un clade fossile de plésiosaures de la super-famille des Plesiosauroidea.

## Historique
Le clade des Euplesiosauria est décrit en 2001 par le paléontologue F. Robin O'Keefe (d),.

### Fossiles
Selon Paleobiology Database en 2024, ce clade n'a pas d’occurrences dans la database.

## Description
En 2001, Frank Robin O'Keefe a remarqué que les Plesiosauroidea pouvaient être divisés en Plesiosauridae et en un groupe plus dérivé. Pour ces derniers, il a défini un clade Euplesiosauria, les « vrais plésiosaures », comme le groupe constitué du dernier ancêtre commun des Elasmosauridae, des Cryptocleidoidea et des Microcleidus ; et tous ses descendants.
Le groupe a dû se séparer au début du Jurassique et s'éteindre à la fin du Crétacé.
O'Keefe a donné quelques caractéristiques distinctives. Le crâne est court par rapport à la longueur du corps. Le bord antérieur du foramen pinéal est formé par les os frontaux. Les squamosa ont des branches postérieures internes courtes et longues externes. L'os zygomatique est confiné au bord postérieur de l'orbite. Le supraoccipital est haut avec des coutures ondulées au bas de la jambe. L'ectoptérygoïdien touche le bord postérieur de l'orbite au-dessus du plan du palais. Il y a un changement notable dans l’angle des processus articulaires sur toute la longueur du cou. Les branches antérieures des omoplates se rejoignent en une symphyse moyenne. L'os du bec de corbeau et l'omoplate forment une poutre longitudinale dans le plastron. L'humérus ne présente aucune courbure vers l'arrière.

## Liste des familles
Selon Paleobiology Database en 2024, ce clade a cinq familles définies :
- †Cryptoclididae Williston, 1925
- †Elasmosauridae Cope, 1869
- †Leptocleididae White, 1940
- †Microcleididae Benson et al., 2012
- †Polycotylidae Williston, 1908[2]

## Liste des genres non inclus dans une famille
- †Franconiasaurus Sachs et al., 2024
- †Opallionectes Kear, 2006
- †Plesiopharos Puértolas-Pascual et al., 2021
- †Sthenarosaurus Watson, 1909
- †Westphaliasaurus Schwermann & Sander, 2011

### Publication originale
- [2001] (en) Frank Robin O'Keefe, « A cladistic analysis and taxonomic revision of the Plesiosauria (Reptilia: Sauropterygia) », Acta Zoologica Fennica, Helsinki, vol. 213,‎ 11 décembre 2001, p. 1-63 (ISBN 951-9481-58-3, ISSN 0001-7299).